# All the Real Girls
All the Real Girls è un film drammatico del 2003 diretto da David Gordon Green, presentato al Sundance Film Festival il 19 gennaio dello stesso anno.

## Trama
Paul è un ragazzo di vent'anni che vive in una piccola cittadina del sud, in cui lavora come meccanico nell'officina dello zio. Con alle spalle una fama di seduttore, egli scoprirà di provare dei sentimenti per Noel, l'ingenua sorella diciannovenne del suo migliore amico Tip.

## Accoglienza
Il film ha ottenuto riscontri positivi da parte della critica. Sull'aggregatore di recensioni Rotten Tomatoes esso ha un indice di gradimento del 71% basato su 110 recensioni. Metacritic ha assegnato un punteggio di 71 su 100 basato su 36 recensioni.